# 大久保政賢
大久保 政賢（おおくぼ まさかた、1915年12月23日 - 2000年7月1日）は、日本の経営者。新潟県西蒲原郡巻町（現・新潟市西蒲区）出身。

## 経歴・人物
1939年に早稲田大学商学部を卒業。日本郵船での勤務を経て、1960年に新潟臨港海陸運送(のちのリンコーコーポレーション)常務に就任し、1965年に副社長を経て、1971年には社長に就任。1986年6月から会長を務めた。
その一方で、新潟テレビ21初代社長、会長、新潟商工会議所会頭なども歴任。
1981年に藍綬褒章を受章し、1987年に勲三等旭日中綬章を受章。
2000年7月1日急性腎不全のために新潟市の病院で死去。84歳没。墓所は多磨霊園。